# Othniel Charles Marsh
Othniel Charles Marsh, född 29 oktober 1831 i Lockport, New York, död 18 mars 1899 i New Haven, Connecticut, var en amerikansk paleontolog som fann många dinosauriearter under det berömda Benkriget som stod mellan honom och konkurrenten Edward Drinker Cope.
Marsh blev 1866 professor i paleontologi vid Yale College i New Haven och 1882 därjämte paleontolog vid US Geological Survey. Från många expeditioner till Klippiga bergens fossilförande avlagringar hemförde han så rika samlingar av ryggradsdjur, särskilt av kräldjur, fåglar och däggdjur, att de på detta material byggda arbetena verkade i flera hänseenden omgestaltande på uppfattningen om de nämnda djurgruppernas geologiska historia. Det var i första hand han som spred kännedom om de s.k. tandfåglarna. Han hade även mycket stor betydelse för kunskaperna om dinosaurierna.
Flertalet av Nordamerikas däggdjur ur jura- och kritformationerna beskrevs först av honom. Även om han inte hann med att fullt vetenskapligt utnyttja mera än en del av det rika, av honom insamlade materialet, skrev han dock flera viktiga arbeten, såsom Introduction and Succession of Vertebrate Life in America (1877), Odontornithes: A Monograph on the Extinct Toothed Birds of North America (1880), Dinocerata: A Monograph of an Extinct Order of Gigantic Mammals (1884) och The Dinosaurs of North America (1896). Ett mycket stort antal beskrivningar av hans fynd publicerades i "American Journal of Science and Arts". Han tilldelades Bigsbymedaljen 1877.